# Campeonato Argentino de Futebol de 1893
O Campeonato Argentino de Futebol de 1893, originalmente denominado Championship Cup 1893, foi o segundo campeonato de futebol que foi disputado em Buenos Aires, e o primeiro organizado pela segunda Argentine Association Football League, entidade fundada em 21 de fevereiro de 1893 por Alejandro Watson Hutton e considerada oficialmente como predecessora da Asociación del Fútbol Argentino. O certame foi disputado em dois turnos de todos contra todos, entre 23 de abril e 30 de julho de 1893. O Lomas Athletic conquistou o seu primeiro título de campeão argentino.
O campeão foi o Lomas Athletic Club, que ganhou o torneio sem sofrer derrotas, dando início a uma série de conquistas que atingiram 1898, tornando-se o primeiro multicampeão do futebol argentino.
Apenas o Buenos Aires e o Rosario Railway sobreviveu do campeonato de 1891. Por o outro lado, duas equipes perderam a afiliação e não puderam jogar o campeonato seguinte.

## Participantes
| Equipe                           |
| -------------------------------- |
| Buenos Aires Railway             |
| Buenos Aires English High School |
| Flores Athletic                  |
| Lomas Athletic                   |
| Quilmes Club                     |

## Classificação final
| Pos | Equipes                          | Pts | J | V | E | D | GM | GS | SG  |
| --- | -------------------------------- | --- | - | - | - | - | -- | -- | --- |
| 1º  | Lomas Athletic                   | 15  | 8 | 7 | 1 | 0 | 26 | 2  | 24  |
| 2º  | Flores Athletic                  | 10  | 8 | 5 | 0 | 3 | 19 | 9  | 10  |
| 3º  | Quilmes Club                     | 9   | 8 | 3 | 3 | 2 | 12 | 11 | 1   |
| 4º  | Buenos Aires English High School | 4   | 8 | 1 | 2 | 5 | 6  | 25 | -19 |
| 5º  | Buenos Aires Railway             | 2   | 8 | 0 | 2 | 6 | 3  | 19 | -16 |

## Premiação
| Campeonato Argentino de Futebol de 1893 |
| --------------------------------------- |
| Lomas Athletic Campeão (1° título)      |

## Desfiliações e filiações
Quilmes Club e Buenos Aires English High School foram desfiliados, enquanto que Buenos Aires Railway retirou-se da competição. Com a incorporação para o torneio de 1894 de Rosario Athletic, Lobos Athletic, Saint Andrew's e Retiro Athletic, o número de participantes aumentou para seis.